# Geunyeoreul midji maseyo
Geunyeoreul midji maseyo (그녀를 믿지 마세요?, lett. "Non crederle!"), conosciuto anche con il titolo internazionale in lingua inglese Too Beautiful to Lie, è un film del 2004 diretto da Bae Hyeong-jun.

## Trama
Joo Yeong-ju è una truffatrice che, dopo aver ottenuto la libertà sulla parola, incontra in treno l'ingenuo farmacista Choi Hee-cheol, dando tuttavia inizio a una serie di malintesi con i suoi familiari: questi ultimi la riterranno non solo la fidanzata del ragazzo, ma anche una povera giovane "sedotta e abbandonata", e da lui lasciata ad affrontare un'imminente gravidanza. La ragazza ha infatti una particolare dote: è abilissima nel mentire e inventare in poco tempo fantasiose storie, mentre al contrario arrossisce subito quando è costretta a dire la verità; la "convivenza forzata" tra Yeong-ju e Hee-cheol – nel frattempo cacciato di casa a causa dell'equivoco – porterà i due ad innamorarsi reciprocamente. 

## Distribuzione
In Corea del Sud, la pellicola è stata distribuita da Cinema Service a partire dal 20 febbraio 2004.